# Preetz
Preetz település Németországban, Schleswig-Holstein tartományban. Lakosainak száma 16 186 fő (2023. december 31.).

## Népesség
A település népességének változása:
| Lakosok száma | 15 305 | 16 041 | 15 958 | 15 958 | 16 005 | 16 024 | 16 186 |
|               | 1975   | 2017   | 2018   | 2019   | 2021   | 2022   | 2023   |